# Gammarus pljakici
Gammarus pljakici is een vlokreeftensoort uit de familie van de Gammaridae. De wetenschappelijke naam van de soort is voor het eerst geldig gepubliceerd in 1964 door G. Karaman.
G. pljakici is een kleine gammaride, mannetjes kunnen 9 mm groot worden. Voor zover bekend is het verspreidingsgebied beperkt tot het noordelijk deel van Montenegro waar het is aangetroffen in een bron samen met Synurella ambulans.